# 乔治·帕里西
乔治·帕里西（義大利語：Giorgio Parisi，1948年8月4日—），意大利理论物理学家，其研究重點是量子场论，统计力学和复杂系统。他最知名的贡献包括与圭多·阿塔雷利共同提出部分子密度的QCD演化方程（称为阿塔雷利-帕里西方程或DGLAP方程）、自旋玻璃谢林顿-柯克帕特里克模型的精确解、描述界面生长的动力学标度的卡达尔–帕里西–张方程、鸟群中的涡动等。 他與克勞斯·哈塞爾曼 (Klaus Hasselmann)和真鍋淑郎 (Syukuro Manabe)共同榮獲2021年诺贝尔物理学奖，以表彰他對複雜系統理論的突破性 （页面存档备份，存于）貢獻，特別是“發現從原子到行星尺度的物理系統中無序和涨落的相互作用”。

## 生平
乔治·帕里西于1970年在尼古拉·卡比博的指导下获得了罗马大学的学位。1971年至1981年为弗拉斯卡蒂國家實驗室研究员。1973年至1974年在哥伦比亚大学、1976年至1977年在法国高等科学研究所、1977年至1997年在巴黎高等师范学院担任访问科学家。1980年春季在中国科学院理论物理研究所担任客座访问教授。
1981年到1992年，担任罗马第二大学理论物理学的正教授。现为罗马第一大学的量子理论教授，亦是西蒙斯合作组织“破解玻璃问题”的成员。
2018年至2021年期間，他擔任意大利猞猁之眼国家科学院院長，並於2023年當選為世界科學院院士。

## 奖项和荣誉

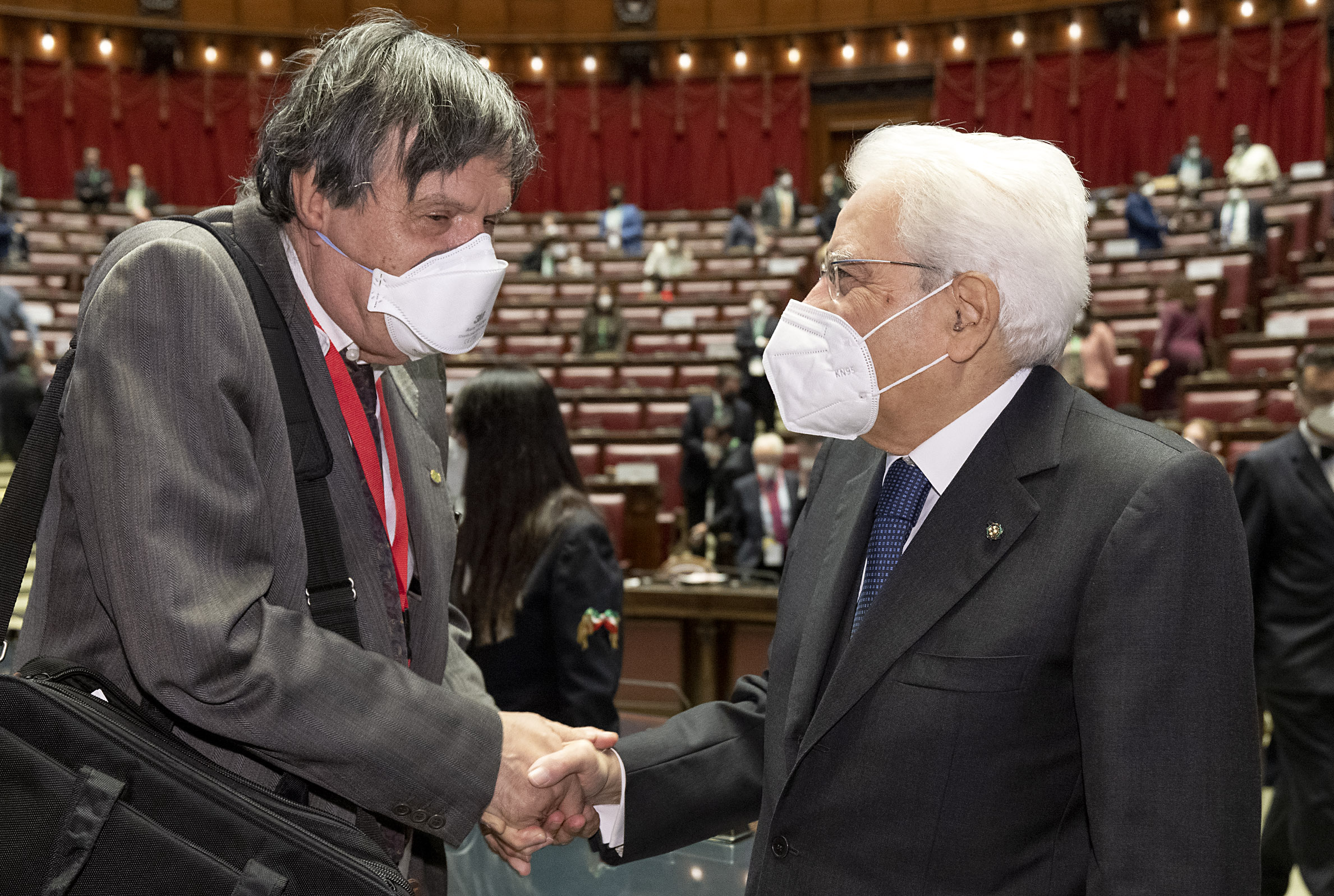
2021年帕里西與義大利總統塞尔焦·马塔雷拉。

### 奖项
- 费尔特里内利奖，1986年
- 玻尔兹曼奖，1992年
- ICTP狄拉克奖章，1999年
- 恩里科·费米奖，2002年
- 丹尼·海涅曼数学物理奖，2005年
- 诺尼诺奖（義大利語：Premio Nonino），2005年
- Microsoft奖，2007年
- 拉格朗日奖，2009年。[7]
- 马克斯·普朗克奖章，2011年[8]
- 自然杂志科学指导奖（意大利） （页面存档备份，存于），2013年[9]
- 高能和粒子物理奖（德语：High Energy and Particle Physics Prize），2015年[10]
- 拉斯·昂萨格奖，2016年[11]
- 科睿唯安引文桂冠獎，2021年[12]
- 沃尔夫奖，2021年[13]
- 诺贝尔物理学奖，2021年[14]
- 騎士大十字勳章(義大利共和國功績勳章)，2021年[15]

### 荣誉
- 意大利猞猁之眼国家科学院院士
- 法国科学院外籍院士[16]
- 美国国家科学院院士[17]

## 行動主義
自2016年以來，乔治·帕里西一直領導"讓我們拯救義大利研究"(Salviamo la Ricerca Italiana)運動，向義大利和歐洲政府施加壓力，要求他們開始資助高於自給水準的基礎研究。

## 代表作
- Parisi, Giorgio. . Addison Wesley. 1988. ISBN 978-0201059854.
- Mézard, Marc; Giorgio Parisi; Miguel Angel Virasoro. . Singapore: World Scientific. 1987. ISBN 9971-5-0115-5.
- Parisi, Giorgio. . Roma: Di Renzo Editore. 2006. ISBN 88-8323-149-X.
- Parisi, Giorgio; Auletta Gennaro; Fortunato Mauro. . Cambridge University Press. 2009. ISBN 978-0-521-86963-8.